# Macrosiagon excavalipenne
Macrosiagon excavalipenne is een keversoort uit de familie waaierkevers (Rhipiphoridae). De wetenschappelijke naam van de soort is voor het eerst geldig gepubliceerd in 1926 door Pic.